# Ђиљио Порто (Гросето)
Ђиљио Порто (итал. Giglio Porto) је насеље у Италији у округу Гросето, региону Тоскана.
Према процени из 2011. у насељу је живело 608 становника. Насеље се налази на надморској висини од 9 м.